# Nedschmi Ali
Nedschmi Ali (bulgarisch Неджми Али; * 16. Juli 1972 in Ustren, Dschebel) ist ein bulgarischer Politiker der Bewegung für Rechte und Freiheiten.

## Leben
Ali war von 2007 bis 2009 und von 2014 bis 2019 Abgeordneter im Europäischen Parlament. Dort war er von 2014 bis 2019 stellvertretender Vorsitzender der Delegation für die Beziehungen zur Koreanischen Halbinsel und Mitglied im Haushaltsausschuss und im Haushaltskontrollausschuss. Seit 2019 ist er Bürgermeister der Gemeinde Dschebel.